# Стариково (Рязанская область)
Стариково — село в Спасском районе Рязанской области, входит в состав Выжелесского сельского поселения. 

## География
Село расположено в 17 км на север от центра поселения села Выжелес и в 32 км на северо-восток от районного центра Спасска-Рязанского. 

## История
До построения церкви Стариково в качестве деревни принадлежало к с. Ижевску. В декабре 1792 года к епархиальному начальству подано было прошение с. Ижевска – вотчины бригадира Ивана Ивановича Демидова – поверенного прапорщика Козмы Попова с приходскими людьми о дозволении в дер. Стариковой вновь построить церковь. Из с. Ижевска перенесена была деревянная Средосельская Никольская церковь и освящена в 1793 г., в скором времени при ней устроен был придел во имя св. великомученика Димитрия Солунского. В 1820 году причтом и прихожанами испрошено было дозволение на поправку икон и иконостаса. В 1889 году был освящен вновь выстроенный в том селе каменный храм. В селе находилась земская школа, в которой местный священник состоял законоучителем. 
В XIX — начале XX века село входило в состав Ижевской волости Спасского уезда Рязанской губернии. В 1906 году в деревне было 44 двора.
С 1929 года село являлось центром Стариковского сельсовета Ижевского района Рязанского округа Московской области, с 1937 года — в составе Рязанской области, с 1963 года — в составе Зыкеевского сельсовета Спасского района, с 2005 года — в составе Выжелесского сельского поселения.

## Население
| 1859 | 1906 | 2010 |
| ---- | ---- | ---- |
| 514  | ↘501 | ↘6   |

## Достопримечательности
В селе находится недействующая Никольская церковь (1889).